# Zemetčino
Zemetčino (in russo Земе́тчино?) è un insediamento di tipo urbano della Russia europea centrale, situato nell'oblast' di Penza; è il centro amministrativo del distretto Zemetčinskij.
Si trova nel nord-ovest della regione sul fiume Vyša, 212 km a nord-ovest di Penza.